# Крылатские мосты
Крыла́тские мосты — комплекс стальных однопролётных балочных мостов через реку Москву. Соединяют Нижние Мнёвники и Терехово с Крылатским. Старый Крылатский мост построен в 1983 году по проекту Б. А. Горожанина коллективом Мостоотряда № 4. 3 ноября 1983 года по мосту пошли автобусы нового маршрута № 691. Входят в состав Северо-Западной хорды.
Пролётное строение выполнено в виде неразрезной стальной балки с ездой поверху, формула пролётов 51,2 + 90.0 + 51,2 м. В основе конструкции — две коробчатые балки высотой 2,5 м, шириной 2,74 м, перекрытые ортотропной плитой. Балки опираются на две общие V-образные опоры. Полная ширина моста 25,4 м, включая проезжую часть — 18,0 м (4 полосы). В рамках создания Северо-Западной хорды был построен дублёр моста.